# 免疫化学
免疫化学（めんえきかがく、英：Immunochemistry）は、元来は免疫系の構成と反応を探求する化学の一分野として始まったが、現代では特に抗原抗体反応を様々な分野に応用する方法論を指すことが多い。免疫化学で開発、改良された多くの手法は、ウイルス学から分子進化、さらには分析化学に至るまで、広い範囲に応用されている。
免疫化学の最初期の使用例に、梅毒の検出に用いるワッセルマン試験がある。スヴァンテ・アレニウスもこの分野の開拓者の一人で、1907年に《免疫化学 
Immunochemistry》を出版し、毒素と抗毒素の理論研究に物理化学を応用した。
その後、20世紀半ばには特に抗体による抗原認識機構の研究が進み、応用面では病原体を対象にした検査・治療に加え、生化学研究における免疫沈降法や、臨床検査に用いられる免疫電気泳動が発展した。
1980年代にモノクローナル抗体や遺伝子組換えの技術が発展して抗原抗体反応の応用範囲が広がり、これらの方法論を免疫化学というのが普通になった。これには、免疫染色（免疫組織化学）、RIA、ELISA、ウェスタンブロッティングなどが含まれる。さらにそれまでタンパク質などの高分子を対象としていた免疫化学に低分子化合物が新たな対象として加わり、環境汚染物質などの定量分析や抗体酵素といった分野が広がった。